# Aeropuerto Internacional Yundum
El Aeropuerto Internacional de Banjul también conocido como Aeropuerto Internacional Yundum (IATA: BJL, OACI: GBYD) es el aeropuerto internacional de Banjul, capital de Gambia.
En 2004, el aeropuerto atendió a 310 719 pasajeros.

## Aerolíneas y destinos
| Ciudades por países | Nombre del aeropuerto                   | Aerolíneas                            | Aeronaves | Frecuencias semanales |        |
| África              | África                                  | África                                | África    | África                | África |
| ------------------- | --------------------------------------- | ------------------------------------- | --------- | --------------------- | ------ |
| Ghana               |                                         |                                       |           |                       |        |
| Acra                | Aeropuerto Internacional Kotoka         | ASKY Airlines (vía FNA o MRV)         |           |                       |        |
| Guinea              |                                         |                                       |           |                       |        |
| Conakri             | Aeropuerto Internacional de Conakri     | Brussels Airlines                     | A330-300  |                       |        |
| Guinea-Bisáu        |                                         |                                       |           |                       |        |
| Bisáu               | Aeropuerto Internacional Osvaldo Vieira | Air Senegal                           |           |                       |        |
| Liberia             |                                         |                                       |           |                       |        |
| Monrovia            | Aeropuerto Internacional Roberts        | ASKY Airlines                         |           |                       |        |
| Marruecos           |                                         |                                       |           |                       |        |
| Casablanca          | Aeropuerto Internacional Mohámmed V     | Royal Air Maroc                       |           |                       |        |
| Senegal             |                                         |                                       |           |                       |        |
| Dakar               | Aeropuerto Internacional Blaise Diagne  | Air Senegal                           |           |                       |        |
| Sierra Leona        |                                         |                                       |           |                       |        |
| Freetown            | Aeropuerto Internacional de Lungi       | ASKY Airlines Rossiya                 |           |                       |        |
| Europa              |                                         |                                       |           |                       |        |
| Bélgica             |                                         |                                       |           |                       |        |
| Bruselas            | Aeropuerto de Bruselas                  | Brussels Airlines (Directo o vía DKR) | A330-300  |                       |        |
| España              |                                         |                                       |           |                       |        |
| Barcelona           | Aeropuerto de Barcelona-El Prat         | Vueling                               | A320      |                       |        |
| Gran Canaria        | Aeropuerto de Gran Canaria              | Binter Canarias                       | E195-E2   |                       |        |
| Madrid              | Aeropuerto de Madrid-Barajas            | Iberojet (estacional)                 |           |                       |        |
| Países Bajos        |                                         |                                       |           |                       |        |
| Ámsterdam           | Aeropuerto de Ámsterdam-Schiphol        | TUI Airlines Nederland                | B7x7      |                       |        |
| Portugal            |                                         |                                       |           |                       |        |
| Lisboa              | Aeropuerto de Lisboa                    | TAP Portugal                          | A3xx      |                       |        |

Vuelos regulares actualizados a Mayo de 2016

### Charter
| Aerolíneas                       | Destinos                    |
| -------------------------------- | --------------------------- |
| Mahfooz Aviation                 | Bisáu, Dakar                |
| Neos                             | Milán                       |
| Thomas Cook Airlines Scandinavia | Copenhague, Oslo, Estocolmo |
| TUI Airlines Nederland           | Ámsterdam                   |